# Таза (улус)
Таза (рос. Таза) — улус Курумканського району, Бурятії Росії. Входить до складу Сільського поселення Улюхан евенкійське.
Населення — 36 осіб (2015 рік).